# Gairo
Gairo – miejscowość i gmina we Włoszech, w regionie Sardynia, w prowincji Nuoro. Graniczy z Arzana, Cardedu, Jerzu, Lanusei, Osini, Seui, Tertenia, Ulassai i Ussassai.
Według danych na rok 2004 gminę zamieszkiwały 1684 osoby, 21,6 os./km².